# Bahamy na Letních olympijských hrách 2000
Bahamy se účastnily Letní olympiády 2000 ve 3 sportech. Zastupovalo je 25 sportovců (16 mužů a 9 žen).

## Medailové pozice
| Medaile | Jméno                                                                                           | Sport    | Disciplína             |
| ------- | ----------------------------------------------------------------------------------------------- | -------- | ---------------------- |
| Zlato   | Pauline Davisová                                                                                | Atletika | Ženy běh na 200 m      |
| Zlato   | Sevatheda Fynesová Chandra Sturrupová Pauline Davisová Debbie Ferguson Eldece Lewis (v rozběhu) | Atletika | Ženy štafeta 4 × 100 m |
| Bronz   | Chris Brown Troy McIntosh Avard Moncur Carl Oliver Tim Munnings (v rozběhu)                     | Atletika | Muži štafeta 4 × 400 m |